# Dammenbrister
Artikelns titel kan av tekniska skäl inte återges korrekt. Den korrekta titeln är #dammenbrister.
#Dammenbrister eller #dammenbrister är en finlandssvensk metoo-rörelse som fick sin början hösten 2017. Rörelsen startade med en sluten Facebookgrupp där kvinnor delade med sig av sina vittnesmål om sexuella trakasserier i Svenskfinland och resulterade i ett upprop.
Initiativet till #dammenbrister föddes i en feministisk Facebookgrupp. De branschspecifika uppropen i Sverige höll på att komma ut, medan metoo-debatten i Finland ännu befann sig i sin linda.
Facebookgruppen för #dammenbrister grundades den 22 november och hade på några dagar samlat omkring 20 000 medlemmar och 950 vittnesmål. En vecka senare, den 29 november, släpptes ett upprop som hade undertecknats av 6 111 kvinnor. I uppropet krävde kvinnorna ett slut på tystnadskulturen och nolltolerans mot sexuella trakasserier, sexuellt utnyttjande och våld. Uppropet uppmärksammades i medierna och bidrog till att på allvar starta diskussionen om sexuella övergrepp också i Svenskfinland.
Tidskriften Astra spelade en central roll i organiserandet av kampanjen och redigerade och publicerade vittnesmål samt uppropet i sin helhet på sin webbsida. Astra tilldelades Fredrika Runeberg-stipendiet år 2018 för sitt arbete med kampanjen.
I november 2018 publicerades boken Dammen brister (Förlaget) där 200 av vittnesmålen hade samlats. Boken sammanställdes av de fem kvinnor som fungerade som administratörer i Facebook-gruppen.